# Bockhorner Bach
Der Bockhorner Bach im Norden von Ostbevern ist ein rechter Nebenfluss des Eltingmühlenbachs in Nordrhein-Westfalen und Niedersachsen, Deutschland. Im niedersächsischen Abschnitt wird der Fluss Dümmer Bach genannt.

## Geographie
Der Bockhorner Bach entspringt etwa 3,3 km nördlich von Glandorf und etwa 3,1 km südsüdöstlich von Lienen auf einer Höhe von 76 m ü. NN. Er fließt vorrangig nach Südwesten und passiert nach kurzem Lauf die Grenze zu Niedersachsen. Nachdem der Bach im Norden von Schwege vorbeigeflossen ist passiert er erneut die Grenze und mündet nur wenig später auf 53 m ü. NN in den Eltingmühlenbach, der in diesem Abschnitt Aa genannt wird. Die Mündung liegt etwa 4 km nordöstlich von Ostbevern.
Auf seinem 11,7 km langen Weg überwindet der Bach einen Höhenunterschied von 23 m, was einem mittleren Sohlgefälle von 2 ‰ entspricht. Dem Bach fließen mehrere kurze Nebengewässer zu. Nennenswerter Nebenfluss ist der 1,5 km lange Imhorster Bach. Das Einzugsgebiet ist 29,818 km² groß.